# Pehr Franc
Pehr Franc, född den 8 mars 1689 i Stockholm, död den 21 augusti 1764 i Åkers socken, Södermanlands län, var en svensk jurist. Han var son till Peder Franc, måg till Mårten Westerling och far till Beata Maria Iserhielm.
Franc blev student vid Uppsala universitet 1708. Han blev auskultant i Svea hovrätt 1709, vice häradshövding i Svartsjö län 1716, häradshövding i Nyköpings läns lagsagas andra häradsdöme 1718, assessor i Dorpats hovrätt 1719, vice häradshövding i Hälsingland, Medelpad och Jämtland 1722, vice häradshövding i Livgedingets domsaga i Södermanland 1723, häradshövding i Trögds, Åsunda, Håbo och Bro häraders domsaga i Uppland 1728, assessor i Svea hovrätt 1742 och hovrättsråd där 1747. Franc beviljades avsked med landshövdings namn, heder och värdighet 1762.